# Rząd Mattea Renziego

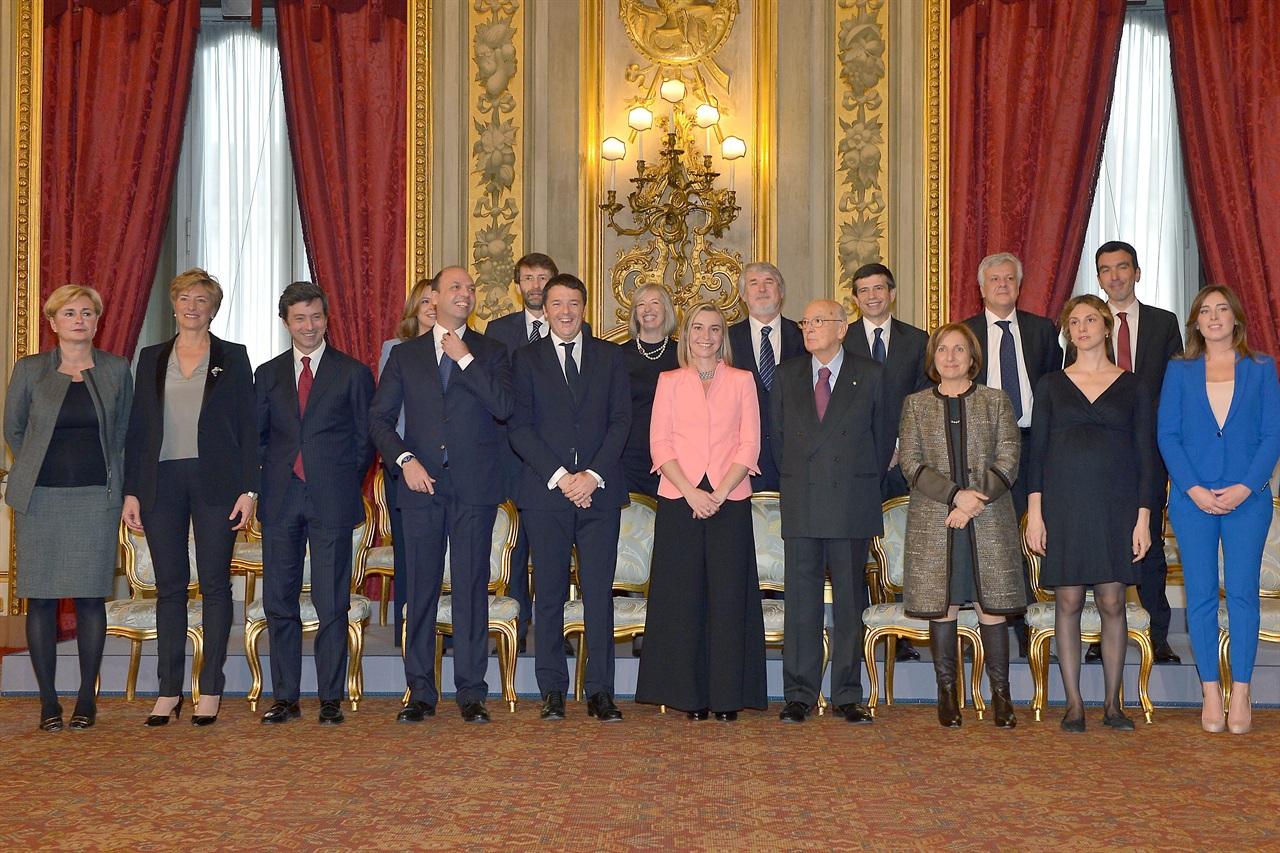
Prezydent Giorgio Napolitano i ministrowie rządu Mattea Renziego

Rząd Mattea Renziego – rząd Republiki Włoskiej, urzędujący od 22 lutego 2014 do 12 grudnia 2016.
Kryzys polityczny po wyborach parlamentarnych z 24 i 25 lutego 2013 doprowadził ostatecznie do powołania 28 kwietnia 2013 koalicyjnego rządu Enrica Letty. W międzyczasie doszło do zmian na scenie politycznej – w grudniu 2013 nowym przewodniczącym Partii Demokratycznej został Matteo Renzi, nastąpił również rozłam w koalicyjnym ugrupowaniu Lud Wolności.
14 lutego 2014 dotychczasowy premier Enrico Letta na żądanie nowego lidera Partii Demokratycznej i władz partyjnych podał się do dymisji. 17 lutego prezydent Giorgio Napolitano powierzył Matteowi Renziemu misję stworzenia nowego rządu. Cztery dni później lider PD ogłosił proponowany skład rządu, do którego weszli przedstawiciele Partii Demokratycznej (PD), Nowej Centroprawicy (NCD), Unii Centrum (UdC) i Wyboru Obywatelskiego (SC).
Zaprzysiężenie rządu nastąpiło 22 lutego 2014.
24 lutego rząd otrzymał wotum zaufania w Senacie (169 głosów za do 139 przeciw), a 25 lutego wotum zaufania również w Izbie Deputowanych (378 głosów za do 220 przeciw).
7 grudnia 2016, po odrzuceniu w referendum zaproponowanych propozycji zmian ustrojowych, premier Matteo Renzi ogłosił dymisję rządu. Gabinet funkcjonował do 12 grudnia 2016.

## Skład rządu
- premier: Matteo Renzi (PD)
- minister spraw wewnętrznych: Angelino Alfano (NCD)
- minister spraw zagranicznych: Federica Mogherini (PD, do 31 października 2014), Paolo Gentiloni (PD, od 31 października 2014)
- minister sprawiedliwości: Andrea Orlando (PD)
- minister obrony: Roberta Pinotti (PD)
- minister gospodarki i finansów: Pier Carlo Padoan (bezp.)
- minister rozwoju gospodarczego: Federica Guidi (bezp., do 5 kwietnia 2016), Carlo Calenda (PD, od 10 maja 2016)[8]
- minister infrastruktury i transportu: Maurizio Lupi (NCD, do 20 marca 2015), Graziano Delrio (PD, od 2 kwietnia 2015)[8]
- minister pracy i polityki społecznej: Giuliano Poletti (bezp.)
- minister kultury: Dario Franceschini (PD)
- minister zdrowia: Beatrice Lorenzin (NCD)
- minister edukacji, szkolnictwa wyższego i badań naukowych: Stefania Giannini (SC)
- minister środowiska: Gian Luca Galletti (UdC)
- minister polityki rolnej, żywnościowej i leśnej: Maurizio Martina (PD)
- ministrowie bez teki:
  - do spraw reformy instytucjonalnej i kontaktów z parlamentem: Maria Elena Boschi (PD)
  - do spraw administracji publicznej i deregulacji: Marianna Madia (PD)
  - do spraw regionalnych: Maria Carmela Lanzetta (PD, do 30 stycznia 2015)
  - do spraw regionalnych i autonomii: Enrico Costa (NCD, od 29 stycznia 2016)